# Sadjava, Bohorodceanî
Sadjava (în ucraineană Саджава) este o comună în raionul Bohorodceanî, regiunea Ivano-Frankivsk, Ucraina, formată numai din satul de reședință.

## Demografie
Componența lingvistică a comunei Sadjava
     Ucraineană (99,95%)
     Alte limbi (0,05%)
Conform recensământului din 2001, majoritatea populației comunei Sadjava era vorbitoare de ucraineană (99,95%), existând în minoritate și vorbitori de alte limbi.